# Pierre Everard
Pierre Florent Joseph Everard (Attre, 14 juli 1795 – Brussel, 5 maart 1868), was hofarts van de koningen Willem II en Willem III.

## Carrière aan het hof
Het is onduidelijk wanneer Pierre Everard precies bij de prins van Oranje (de latere Willem II) in dienst kwam, maar het moet op zijn laatst op enig moment in de jaren 1820 zijn geweest. Tijdens de decennia die hij aan het hof doormaakte, raakte hij zo nauw betrokken bij de koninklijke familie dat hij een soort familievriend werd. Binnen de familiekring werd voor hem de koosnaam 'Dodo' gebruikt. Everard, die een gepassioneerd jager was, droeg zijn vaardigheden en enthousiasme over op de jonge prinsen Willem (de latere koning Willem III) en Alexander, die in tegenstelling tot hun vader en grootvader hartstochtelijke jagers werden. "Onder leiding van Dr. Everard, die prachtig schiet, hebben ze alleen al in de maand augustus ruim 300 watersnippen gedood", schreef hofpredikant Delprat in september 1834.
Uit Delprats brieven komt Everard verder naar voren als een arts van het oude stempel, die de na een ongeval aan een hersenschudding lijdende prins Alexander in 1836 behandelde met aderlatingen en overwoog hem te trepaneren toen zijn verwardheid en misselijkheid niet snel genoeg afnamen. De hofarts genoot groot vertrouwen bij koning Willem II, die vooral in de loop van de jaren 1840 werd geplaagd door een slechte gezondheid en dikwijls een beroep op hem moest doen. Ook de koningin was op hem gesteld en hechtte eraan hem in haar nabijheid te hebben. In 1846 reisde Everard in het gevolg van Anna Paulowna mee naar Italië, waar hij aanwezig was bij een audiëntie met paus Pius IX en volgens het dagboek van prins Alexander knielde om zich te laten zegenen. Een paar maanden later constateerde Everard bij de 28-jarige prins Alexander, die hoestte en sterk was vermagerd, de tering. Behandeling in Nederland mocht niet baten. Op Everards advies vertrok de prins in november naar Madeira, waar zijn toestand enkel verder achteruit ging. Kroonprinses Sophie legde de schuld daarvoor bij de hofarts, die volgens haar een verkeerde diagnose had gesteld. "De dokter van koningin Adelaide behandelde hem heel anders dan Everard, ontdekte onmiddellijk dat het de maag was niet de longen die waren aangetast", schreef ze haar vriendin lady Malet in februari 1848. De toestand van prins Alexander verslechterde snel en koning Willem II stuurde in uiterste wanhoop Everard naar Madeira om zijn zoon te redden. Volgens Sophie was dat een dom besluit "aangezien het Everard is die hem zo slecht heeft behandeld dat het zo ver is gekomen."
Prins Alexander overleed een week na de aankomst van Everard op Madeira. De kort na zijn dood uitgevoerde lijkschouwing wees uit dat hij inderdaad niets aan zijn longen mankeerde, hetgeen Sophie's vertrouwen in Everard geen goed deed. "Everard heeft hem gedood", schreef ze onomwonden aan lady Malet. Haar vertrouwen in de hofarts liep nog een extra deuk op toen de al langere tijd met hartklachten worstelende koning Willem II in maart 1849 op de nog vrij jonge leeftijd van 56 jaar overleed. Toen Sophie een paar maanden later zelf ziek werd, gooide ze de door Everard verstrekte medicijnen weg en nam ze haar toevlucht tot een arts die eerder bij een van haar bevallingen had geholpen. Mogelijk is die arts dezelfde die door haar werd ontboden toen haar tweede zoon Maurits in mei 1850 ziek werd.
Sophie wilde Everard na ten minste één foute diagnose en twee sterfgevallen in evenzoveel jaren onder geen beding toelaten tot het ziekbed van haar zoon. De arts van haar keuze, Ter Winkel, stelde vast dat Maurits leed aan "een vuile maag" en een verkoudheid, hetgeen hij niet ernstig achtte. Koning Willem III liet zijn vrouw en haar arts, in wie hij geen vertrouwen had, hun gang gaan tot hij door de gouverneur van zijn zoons op zijn plichten als vader werd gewezen. Op dat moment kwam ook Everard weer bij de zieke Maurits. Volgens Everard leed Maurits niet aan een verkoudheid of een onschuldige maagkwaal, maar aan een beginnende, erg gevaarlijke hersenontsteking. Ter Winkel deed daar wat lacherig over, waarop Willem III in woede ontstak en hem gebood onmiddellijk het paleis te verlaten. Everard deed wat hij kon voor Maurits en zocht daarbij nog de hulp van twee andere artsen, maar het mocht niet baten. Het prinsje overleed op zesjarige leeftijd op 4 juni 1850.
Everard bleef nog lange tijd in dienst van het hof. In 1865 behandelde hij koningin weduwe Anna Paulowna tijdens haar laatste ziekbed. Na haar overlijden werd hij als dank voor zijn bewezen diensten door koning Willem III (die ook groothertog van Luxemburg was) in de Luxemburgse adel verheven met de titel van baron. Daarna keerde Everard terug naar Brussel.

## Onderscheidingen en eerbewijzen
Everard werd als hofarts van de Nederlandse koning overladen met onder andere Nederlandse en Russische onderscheidingen. In november 1847 werd hij door koning Willem II benoemd tot commandeur in de Orde van de Nederlandse Leeuw voor de door hem aan prins Alexander betoonde zorgen. Hij was verder ridder grootkruis in de Orde van de Eikenkroon, de Orde van Sint-Stanislaus en de Orde van Sint-Anna, commandeur van de Orde van Sint-Vladimir, ridder vierde klasse van de Orde van de Rode Adelaar en ridder van het Legioen van Eer. De Belg Everard was daarnaast lid van de Académie royale de médecine de Belgique. Hij overleed op 73-jarige leeftijd in Brussel.